# Coracina maxima
Coracina maxima — вид птиц из семейства личинкоедовых. Эндемик Австралии, встречающийся в основном в открытых лесах и на засушливых лугах во внутренних районах Австралии, а также иногда в районах восточного побережья.

## Описание
Стройная, длинноногая птица, самый крупный представитель рода сорокопутовых личинкоедов длиной 33-37 см и весом около 115 г.
У взрослой птицы голова и верхняя часть тела бледно-серого цвета, с бледно-желтыми глазами. Нижняя часть спины, надхвостье и нижняя часть тела белого цвета, испещрены чёрными полосками, контрастируют с чёрными крыльями и слегка вильчатым чёрным хвостом. Вильчатый хвост — характерная особенность Coracina maxima. Подросшие птенцы похожи на взрослую особь, но у них тонкие, изломанные чёрные полосы на горле и верхней части тела и тёмные глаза с темной линией глаз, а не чёрная маска с бледно-жёлтыми глазами. Из-за окраски Coracina maxima в полёте может выглядеть чёрно-белой, поэтому её можно принять за ворону-свистуна.

## Распространение и среда обитания
Вид широко распространён по всей Австралии, в основном в Квинсленде, Новом Южном Уэльсе, Южной Австралии, Западной Австралии, Северной территории, Австралийской столичной территории и в некоторых районах штата Виктория. Встречаются в основном в глубине Большого Водораздельного хребта в полузасушливых районах Австралии, но также встречаются и на восточном побережье. Были обнаружены в открытых лесах, засушливых кустарниковых землях и открытых лугах, где преобладают сухие деревья. Вероятность появления вида в этих местах обитания выше, если они расположены вблизи водотоков, пойм, ручьев и водно-болотных угодий. Из-за расположения предпочитаемых мест обитания они чаще встречаются во внутренних районах, чем в прибрежных. В различных отчетах отмечается их присутствие в лесных массивах, расположенных на руслах и поймах рек, и расчищенных участках лесных зарослей.
Несмотря на большой ареал по всей Австралии, это редкий вид, малораспространённый и, вероятно, кочующий, что затрудняет предсказание его местонахождения и мест, где можно ожидать его увидеть.

## Поведение
В основном питаются на земле, будучи приспособленными к такому питанию благодаря своим длинным ногам и способности быстро бегать. Большую часть времени они проводят на открытой местности, собираясь небольшими группами для поиска пищи, которая состоит в основном из насекомых. Рацион включает взрослых и личиночных членистоногих, таких как богомолы, кузнечики, саранча, муравьи и пауки.
Обычно встречаются небольшими группами по три и более особей. Возможно, это связано с тем, что подросшие особи остаются в семейной группе до следующего сезона размножения, иногда помогая выкармливать новых птенцов. Устраивают свои гнезда на ветвях или развилках деревьев высотой от 3 до 15 м, используя кору, траву, стебли и другие материалы, либо используют старые гнезда австралийской граллины или Corcorax melanorhamphos.
Сезон размножения длится с августа по ноябрь, птицы образуют моногамные пары и откладывают от двух до пяти яиц в гнездо, которое иногда делят с другими самками, так как известно, что более одной самки откладывают яйца в одно гнездо в течение одного сезона размножения. Яйца глянцевого оливкового цвета с коричневыми/красно-коричневыми отметинами.

## Природоохранный статус
Несмотря на то, что популяция Coracina maxima сокращается, её природоохранный статус классифицируется как «не вызывающий опасений». В 2013 году вид был включён в список уязвимых в штате Виктория.
Возможной угрозой является увеличение плотности древесной растительности. Оно благоприятно отразится на большинстве видов лесных птиц, но в случае с Coracina maxima, обитающей в открытых лесных биотопах, может пагубно сказаться на её популяции.